# 470
Năm 470 là một năm trong lịch Julius.